# Sulle ali dell'arcobaleno
Sulle ali dell'arcobaleno (Finian's Rainbow) è un film del 1968 diretto da Francis Ford Coppola. Ottenne due candidature all'Oscar per la colonna sonora e per il sonoro, e quattro candidature ai Golden Globe: miglior commedia, miglior attore in una commedia (Fred Astaire), miglior attrice in una commedia (Petula Clark), miglior attrice non protagonista (Barbara Hancock) e miglior attore/attrice debuttante (Barbara Hancock).

## Trama
Un leprechaun arrabbiato è alla ricerca dell'uomo irlandese che, con la figlia, gli ha rubato la sua pentola d'oro.